# ウジェーヌ・ビュルナン

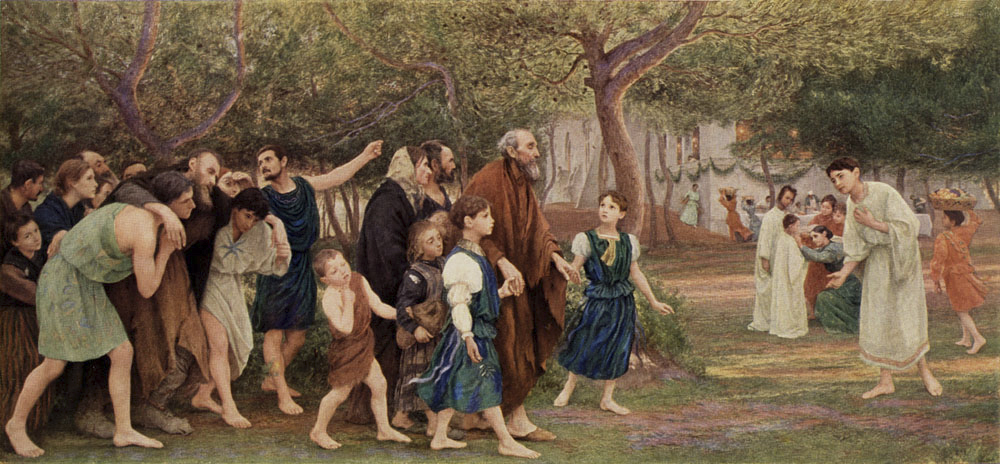
ビュルナン作「祭りへの招待」(1899)

ウジェーヌ・ビュルナン（Charles Louis Eugène Burnand、1850年8月30日 - 1921年2月4日）はスイス生まれの画家、イラストレーターである。

## 略歴
スイス、ヴォー州のムードン(Moudon)で生まれた。父親は1857年に銃器製造会社(Neuhausen weapons factory)を設立し成功した実業家のエドゥアール・ビュルナン(Edouard Burnand)で、地方の名士であり、州や政府にも影響力を持っていた。この会社はのちにスイスの機械メーカー、シグ（SIG:Schweizerische Industrie-Gesellschaft)の一部門となる。叔父のシャルル・ビュルナン(Charles Burnand)も軍人、政治家から保険事業を起業し、銀行家になった。
ウジェーヌ・ビュルナンはシャフハウゼンの学校で学んだ後、1868年からチューリッヒ工科大学で建築を学んだ。1872年からジュネーヴの画家、バルテルミー・メン(Barthélemy Menn)に絵を学び、1876年頃からパリでにジャン＝レオン・ジェロームに学んだ。
1876年から1877年の間はローマに滞在し、この頃から、フランスの雑誌「イリュストラシオン」の挿絵を描くようになった。1878年からから1884年の間はヴェルサイユの近くに住み、ポール・ジラルデ(Paul Girardet: 1821-1893)から版画を学んだ。1878年にジラルデの娘と結婚した。「イリュストラシオン」の仕事は1896年頃まで続けた。
1885年にパリに移り、その年、無彩色の作品の国際展覧会(Exposition internationale de blanc et noir)で入賞した。
書籍の挿絵画家としてフレデリック・ミストラルの『ミレイオ』やアルフォンス・ドーデの『月曜物語』、アルフレッド・セレソールの著書などの挿絵を描いた。パリのサロンに版画や油絵を出展し、1882年と1883年に賞を受賞した。1889年と1900年のパリ万国博覧会の展覧会に出展して賞を得た。
1892年に父親が亡くなり、遺産を相続し、1893年に南フランスのモンペリエに移った。1893年にレジオンドヌール勲章（シュヴァリエ）を受勲した。1895年ころから宗教的な題材の作品を描くようになった。この時期の作品はパリの評価で高い評価を得て、リュクサンブール美術館に作品が買い上げられた。
1903年に、スイスに戻り、ヌーシャテル近くのオトリヴ城を購入しそこに住んだ。スイスではスイス全国美術展の審査員なども務めたが、ギュスターヴ・ジャンヌレや前衛的な画家、フェルディナント・ホドラーから批判を受けるようになった。1906年からパリの別宅で活動するようになり、1907年に再びスイスを離れた。フランスに移った後もスイス国立銀行の紙幣のデザインなどもした。
第一次世界大戦が始まると、連合軍の兵士の肖像画を描き、1910年代の後半はスイスの教会の装飾画を描く準備をした。1919年にレジオンドヌール勲章（オフィシエ）を受勲した。
1921年にパリで没した。

## 作品

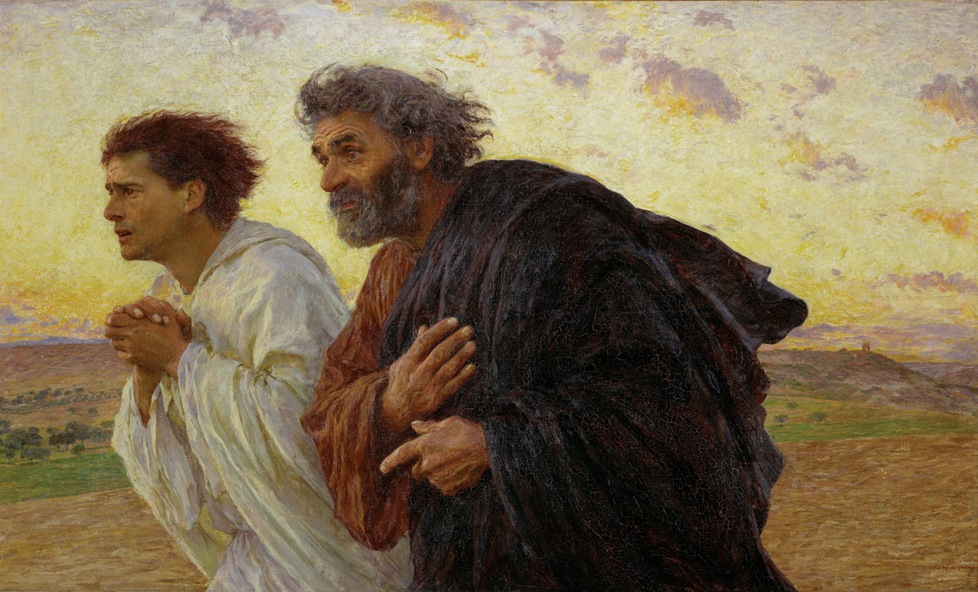
キリスト復活の日の朝、駆け付ける使徒たち
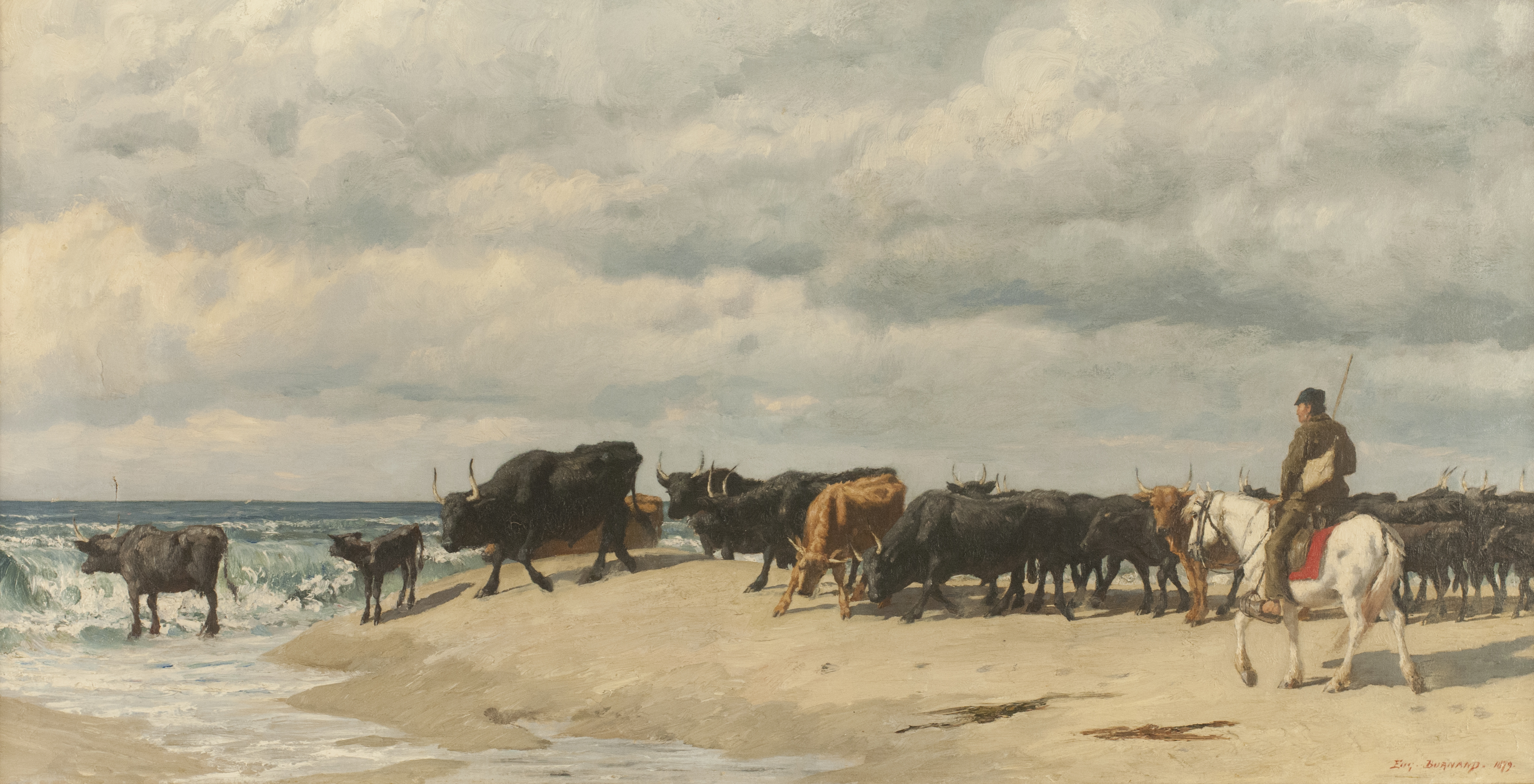
海の近くの家畜の群れ
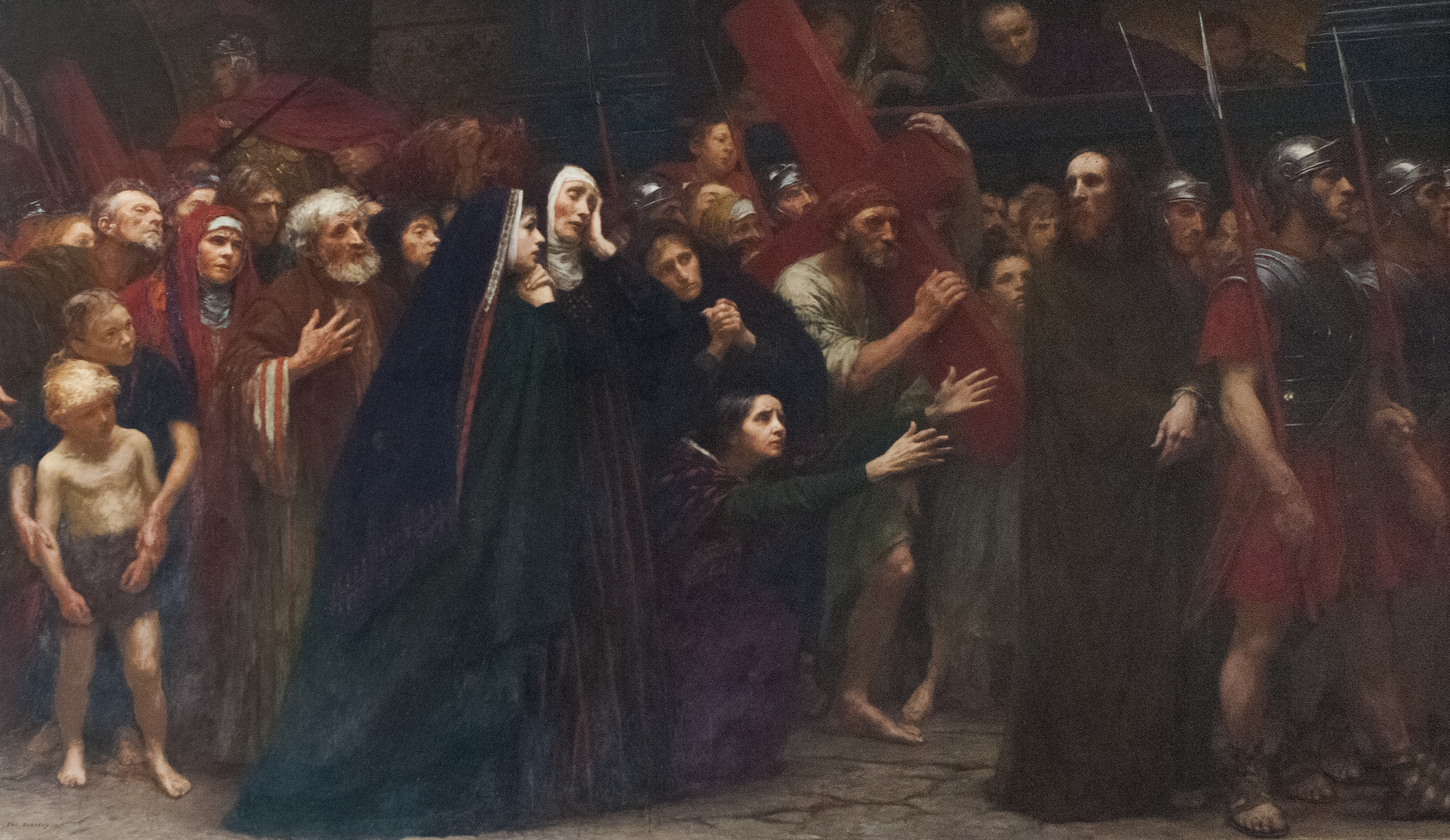
La Voie Douloureuse